# 安達ヶ橋
安達ヶ橋（あだちがばし）は、福島県二本松市にあるの阿武隈川に架かる福島県道62号原町二本松線の道路橋である。

## 概要
- 全長 - 341.9 m
  - 最大支間長 - 58.2 m
- 幅員 - 12.3 m（有効幅員11.5 m。車道部7.0 m、歩道部2.0 m×2）
- 形式 - 8径間連続鋼箱桁橋
- 竣工 - 1980年[1]

東詰は安達ヶ原4丁目に、西詰は油井字蓑掛、字天皇館腰に位置する。現在掛かる橋は1980年に架けられた全長341.9 mの鋼箱桁橋であり、一級河川阿武隈川を渡り、隣接する安達ヶ橋跨線橋にて西側に並行するJR東北本線、国道4号を渡る。立体交差する国道4号とはループ状の取付道路を経て、橋南側の安達ヶ原入口交差点で接続する。第4径間には阿武隈川と東北本線に挟まれた供中口古戦場周辺の土地へ向かうためのスロープが取り付けられており、橋梁間に丁字路がある構造になっている。橋名の由来は橋の東側に広がる鬼婆伝説で有名な安達ヶ原にちなむ。

## 沿革
当地近辺にはかつてから「供中の渡し」と呼ばれていた渡し場があり、松尾芭蕉が安達ヶ原の黒塚に向かう際に利用したと言われている。1872年、地元の春山楽ら有志7名は、渡し舟だった供中の渡しに私財を投じ、木橋を架け渡橋料を徴収した。明治26年7月、正岡子規が黒塚を訪ねたときの紀行文「はて知らずの記」に「阿武隈川の橋本に茶屋あり。こゝにやすらへばあるじの翁年は七十にもや及びつらん　茶など汲みて心ろよくもてなす」と記している。1900年9月に全長91 m、幅員2.7 mの木橋が架けられ供中橋（ぐちゅうはし）と名付けられた。以後、1908年11月（全長113 m、幅員2.7 m）、1911年9月（全長87 m、幅員3.6 m）、1915年3月（全長98 m、幅員3.6 m）と度々木橋の流出と架替を繰り返しており、1949年に流出した翌年、安達ヶ橋と新たに名付けられ永久橋が建設された。全長133.3 m、主径間28 m、幅員5.5 mの5径間ゲルバー鈑桁橋であり、上部工の施工は三菱重工業横浜造船所が担当した。その後、東北本線踏切の立体化や国道4号福島南バイパス、二本松バイパスの建設と道路改良が進んできたことから1980年に現在の橋梁に架け替えられた。

## 周辺
- 安達ヶ原ふるさと村
- 供中口古戦場

## 隣の橋
（上流側）舟形橋 - 高田橋 - 安達ヶ橋 - 東北新幹線第5阿武隈川橋梁 - 智恵子大橋（下流側）